# Rachel Bilson
Rachel Sarah Bilson, född Rachelle Sarah Bilson 25 augusti 1981 i Los Angeles i Kalifornien, är en amerikansk skådespelare. Hon är känd från OC och The Last Kiss.

## Biografi
Rachel Sarah Bilson föddes som det yngsta barnet till Danny Bilson, manusförfattare, regissör och producent och Janice Stango. Andra medlemmar från Bilson-familjen har arbetat inom nöjesindustrin; Bilsons gammelfarfar och -farmor var även de verksamma som manusförfattare och producenter. Hennes farfar är ännu aktiv som regissör.
Rachel Bilson gick ut Walter Reed Middle School 1996 och började sedan på Notre Dame High School, där hon tog examen 1999. Under sin tid på Notre Dame medverkade Bilson i flera pjäser och uppsättningar, till exempel Bye Bye Birde, Once Upon a Mattress och The Crucible.
Många andra amerikanska kändisar har valt att förlägga sin utbildning vid Notre Dame High School – bland andra Kirsten Dunst, Dave Navarro och Mena Suvari.
Rachel Bilson började på Grossmont College i San Diego, men hoppade av efter ett år för att följa sin fars råd – att spela in reklamfilmer. Detta gav henne en fot in i skådespelarbranschen. Bilson fick ett flertal små biroller i serier, till exempel Buffy och vampyrerna och 8 Simple Rules. Hon medverkade även i kortfilmen Unbroken. Under våren 2003 fick Bilson rollen som Summer Roberts i ungdomsdramaserien OC. Bilsons roll hade egentligen planerats att bara vara med i några avsnitt, men rollfiguren blev så populär att man skrev in Summer i manus som en av huvudfigurerna.
Bilsons första filmroll var i The Last Kiss där hon spelar mot Zach Braff. I februari 2008 hade science fiction-thrillern Jumper premiär, där hon bland annat spelade mot Hayden Christensen.
2011–2015 spelade hon huvudrollen "Dr Zoe Hart", en läkare i Bluebell, Alabama, i TV-serien Hart of Dixie.

### Privatliv
Rachel Bilson har tidigare varit förlovad med skådespelaren Adam Brody, och de spelade tillsammans i den amerikanska tv-serien OC. Hon har varit i en relation med Hayden Christensen sedan 2007.

## Filmografi (ej komplett)
| År        | Film/TV               | Roll            | Övrigt    |
| --------- | --------------------- | --------------- | --------- |
| 2003      | 8 Simple Rules        | Jenny           | 1 avsnitt |
| 2003      | Buffy och vampyrerna  | Colleen         | 1 avsnitt |
| 2003      | Unbroken              | Rachel          | kortfilm  |
| 2003      | OC                    | Summer Roberts  | 2003–2007 |
| 2004      | That '70s Show        | Christy         | 1 avsnitt |
| 2006      | The Last Kiss         | Kim             |           |
| 2007      | Chuck                 | Lou             | 2 avsnitt |
| 2008      | Jumper                | Millie Harris   |           |
| 2009      | New York, I Love You  | Molly           |           |
| 2009      | Waiting for Forever   | Emma Twist      |           |
| 2010      | How I Met Your Mother | Cindy           |           |
| 2011-2015 | Hart of Dixie         | Zoe Hart        | Huvudroll |
| 2018      | Take Two              | Sam Swift       |           |
| 2019      | Lovestruck            | Daisy Valentine | TV-film   |